# 7039 Yamagata
7039 Yamagata eller 1996 GO2 är en asteroid i huvudbältet som upptäcktes den 14 april 1996 av den japanske amatörastronomen Tomimaru Okuni vid Nanyō-observatoriet. Den är uppkallad efter Yamagata prefektur.
Asteroiden har en diameter på ungefär 4 kilometer och den tillhör asteroidgruppen Vesta.